# Matías Bergara
Matías Bergara (Montevidéu, Uruguai, 1984) é ilustrador de videogames e autor de quadrinhos. Desenhou HQs como Kingdom Rush e graphic novels como Dengue. Entre 2003 e 2007, fez Licenciatura em Letras na Universidad de la República. Em 2010, começou a publicar a tira El Viejo (com roteiros de Alceo), que foi lançada como livro em 2013, tendo ganho o 26º Troféu HQ Mix (prêmio brasileiro de quadrinhos) na categoria "destaque latino-americano".